# かがやき (列車)
かがやきは、東日本旅客鉄道（JR東日本）と西日本旅客鉄道（JR西日本）が、北陸新幹線の東京駅 - 金沢駅・敦賀駅間で運行している特別急行列車の愛称である。

## 概要
2015年3月14日の北陸新幹線金沢延伸開業に伴い、同線の速達タイプとして設定された。2024年現在所要時間は東京駅 - 富山駅間が2時間8分、東京駅 - 金沢駅間が2時間28分、東京駅 - 福井駅間が2時間51分、東京駅 - 敦賀駅間が3時間8分（いずれも最速達列車）。
開業1ヶ月前の2015年2月14日に発売開始された開業一番列車の乗車券および特急券は、東京駅発、金沢駅発ともに発売開始から25秒で完売した。

### 列車名について

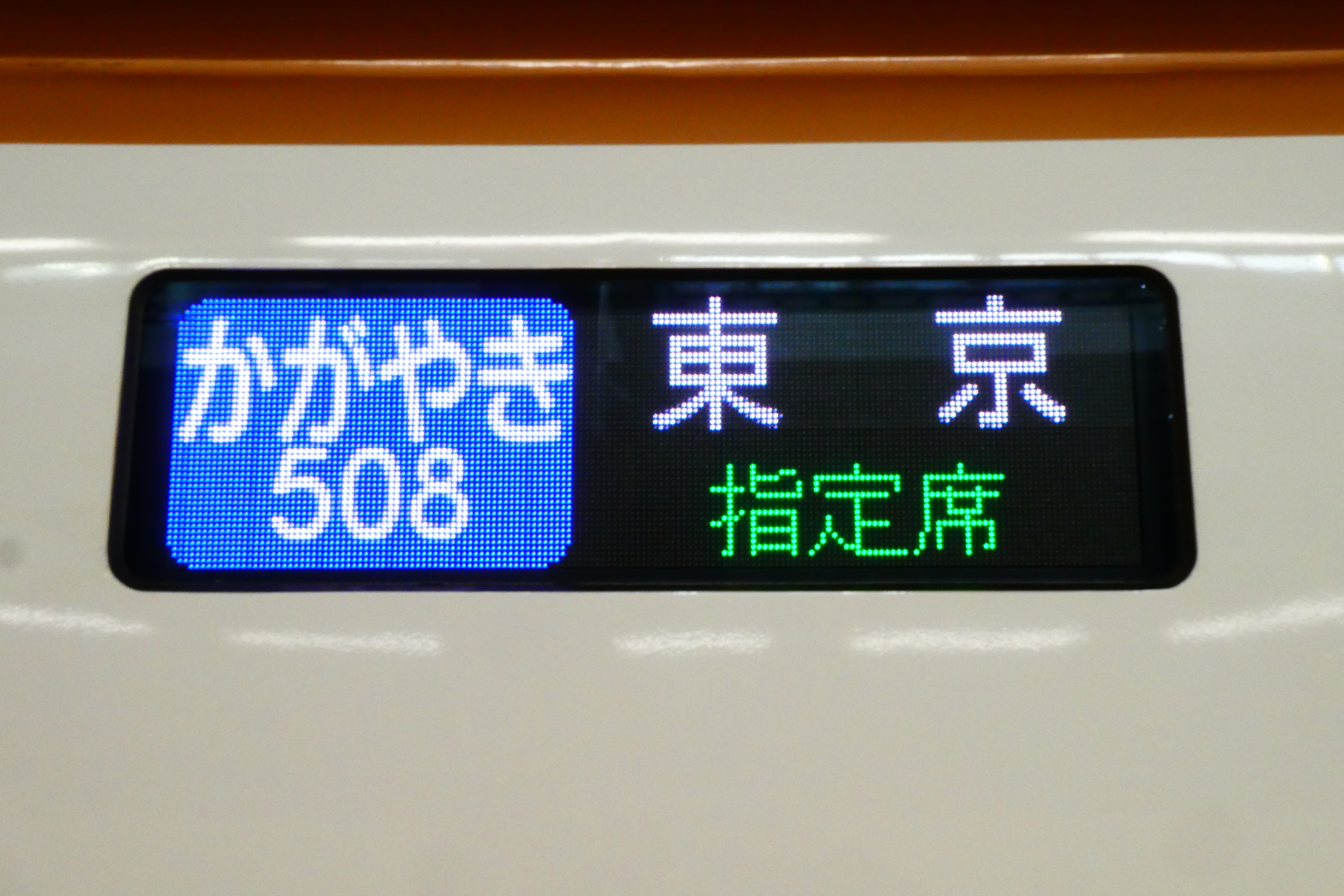
車両側面の行先表示機での案内。

北陸新幹線の列車名は公募によって決定され、「かがやき」は第5位であった（1位は「はくたか」）。選定理由は、「輝く光がスピード感と明るく伸びていく未来をイメージさせるため」とされる。
「かがやき」という列車名は、1988年（昭和63年）3月13日から1997年（平成9年）3月21日の北越急行ほくほく線開通前日まで、金沢駅（一部の列車は福井駅） - 長岡駅間を北陸本線・信越本線経由で運行し、長岡駅で上越新幹線に接続する特急列車の名称として使用されていた。その後継として、ほくほく線が開通した1997年（平成9年）3月22日から2015年（平成27年）3月13日の北陸新幹線金沢延伸開業前日までの約18年間に亘り、越後湯沢駅で上越新幹線に接続する特急「はくたか」に委ねられていた。なお、「はくたか」は北陸新幹線の停車タイプの列車名として設定されており、速達タイプの「かがやき」と同区間（東京駅 - 敦賀駅間）を走っている。

## 運行概況
東京駅 - 金沢駅間で1往復、東京駅 - 敦賀駅間で9往復運転されている。
なお、JR東日本の冨田哲郎社長（当時）は、北陸新幹線を走る当列車の増発を利用状況に応じて行う際、新幹線の乗り入れが集中する繁忙期には上野駅とともに大宮駅を発着する臨時列車も選択肢に入るとしている。詳しくは、東北新幹線#北海道・北陸新幹線の延伸・全通時における対応を参照。
なお、2018年3月17日より上野終着の臨時かがやきが設定された。

### 停車駅
東京駅 - （上野駅） - 大宮駅 - 長野駅 - 富山駅 - 〈新高岡駅〉 - 金沢駅 - （小松駅）- （加賀温泉駅）- （芦原温泉駅）- 福井駅 - （越前たけふ駅）- 敦賀駅
- （ ）：503号・514号は上野駅通過。
- 〈 〉：543号・540号（臨時列車）は新高岡駅停車。

停車駅は速達性を重視してかなり限定されている。2017年12月までは平日・土日祝日に関わらず一往復が新高岡駅に停車していたが、平日の利用者が少ないことから、12月以降は主に土日祝日のみの停車とし、通常の平日については通過となった。
群馬県・新潟県内に停車駅は設定されていない。

#### 所要時間
- 東京駅 - 長野駅間：最速1時間17分（503号）
- 東京駅 - 富山駅間：最速2時間5分（503号）
- 東京駅 - 金沢駅間：最速2時間25分（503号）
- 東京駅 - 福井駅間：最速2時間51分（503号）
- 東京駅 - 敦賀駅間：最速3時間8分（503号）

### 使用車両・編成
全列車が、E7系電車（F編成、JR東日本長野新幹線車両センター・新潟新幹線車両センター所属）およびW7系電車（W編成、JR西日本白山総合車両所所属）を使用する。
東北・北海道新幹線「はやぶさ」などと同様に、全車指定席で運行される。E7系・W7系ともに12両編成で、1 - 10号車が普通車指定席、11号車がグリーン車指定席、12号車がグランクラス指定席となる。なお、グリーン車・グランクラスでは専任アテンダントによる軽食・ドリンクなどの車内サービスが実施される。

### 敦賀延伸後の運転概況
2024年3月16日の金沢駅 - 敦賀駅間開業後は東京駅 - 敦賀駅間9往復、東京駅 - 金沢駅間1往復の計10往復が運転されている。敦賀駅発着9往復のうち5往復は金沢駅 - 敦賀駅間において福井駅のみ停車し、残る4往復のうち2往復は福井駅に加えて小松駅と越前たけふ駅に、もう2往復は福井駅に加えて加賀温泉駅と芦原温泉駅に停車する。ただし、敦賀駅における「サンダーバード」「しらさぎ」への接続は緊急時を除いて考慮されていない。(2024年7月22日は、東海道新幹線不通の影響でサンダーバードと北陸新幹線で迂回する乗客が増加したため、15分程度遅延した敦賀駅17時0分着サンダーバード31号と敦賀駅17時13分発かがやき514号東京行きが接続をとった。)
2025年3月改正以降も北陸新幹線の利用が好調なことから、必要に応じて臨時「かがやき」の運転が設定される他、上り最終かがやき518号東京行き（敦賀駅20時11分発→金沢駅21時03分発）の1本後に金沢21時06分発の臨時かがやき546号東京行きを設定することで、最繁忙期におけるかがやき518号の混雑緩和及び北陸エリアでの滞在時間拡大を図る。
停車駅
| 本数  | 東京駅 | 上野駅 | 大宮駅 | 長野駅 | 富山駅 | 金沢駅 | 小松駅 | 加賀温泉駅 | 芦原温泉駅 | 福井駅 | 越前たけふ駅 | 敦賀駅 | 備考 |
| ----- | ------ | ------ | ------ | ------ | ------ | ------ | ------ | ---------- | ---------- | ------ | ------------ | ------ | ---- |
| 1往復 | ●      | －     | ●      | ●      | ●      | ●      | －     | －         | －         | ●      | －           | ●      |      |
| 4往復 | ●      | ●      | ●      | ●      | ●      | ●      | －     | －         | －         | ●      | －           | ●      |      |
| 2往復 | ●      | ●      | ●      | ●      | ●      | ●      | ●      | －         | －         | ●      | ●            | ●      |      |
| 2往復 | ●      | ●      | ●      | ●      | ●      | ●      | －     | ●          | ●          | ●      | －           | ●      |      |
| 1往復 | ●      | ●      | ●      | ●      | ●      | ●      |        |            |            |        |              |        |      |

全列車が通過する駅については表への記載なし。
凡例
- ●：停車
- －：通過

#### 所要時間
- 東京駅 - 福井駅間：最速2時間51分（503号）
- 東京駅 - 敦賀駅間：最速3時間8分（503号）

## 歴史
- 2013年（平成25年）10月10日：JR東日本・JR西日本が北陸新幹線の長野駅 - 金沢駅間開業後の列車名を発表。東京駅 - 金沢駅間の速達タイプの列車として、「かがやき」が採用されることが決定[6][7]。
- 2015年（平成27年）3月14日：北陸新幹線の長野駅 - 金沢駅間開業に伴い、東京駅 - 金沢駅間の最速達列車として運転開始[14][15][16][17][18][19]。
- 2019年（令和元年）
  - 7月1日：「はくたか」と共に車内販売が飲料・菓子類・つまみ類のみの販売に縮小する[20]。
  - 10月12日：令和元年東日本台風（台風19号）により千曲川の堤防が決壊し長野新幹線車両センターと一部の本線・施設が水没し一部区間で運行停止。北陸新幹線車両の3分の1にあたるE7系・W7系合計10編成も水没した。
  - 10月25日：北陸新幹線全線で運行再開、災害発生前の定期列車10往復から9往復となり、513・502号が運休となった。災害前は臨時列車の運行が常態化するなど堅調な利用が窺えたが車両数不足のため臨時列車は連休などを除き運行ができなくなった。
  - 11月30日：513・502号の運行を再開、災害発生前の定期列車10往復運行に戻った。本数は減ったが臨時列車の運行も再開した。
- 2020年（令和2年）
  - 4月8日：JR東日本とJR西日本が、新型コロナウイルス感染症（COVID-19）の感染拡大防止のため、同年4月9日 - 5月31日まで、車内販売およびグランクラスの指定席の発売および「かがやき」のグランクラスの営業を中止することを発表[21]。
  - 4月14日：JR東日本とJR西日本が、新型コロナウイルス感染症（COVID-19）の感染拡大防止のため、同年6月1日 - 6月30日まで、グランクラスの指定席の発売を見合わせることを発表[22]。
  - 4月27日：JR東日本とJR西日本が、新型コロナウイルス感染症（COVID-19）の感染拡大の影響により、同年5月28日以降の全列車の指定席発売を見合わせることを発表[23]。
  - 5月13日 : JR東日本とJR西日本が、新型コロナウイルス感染症（COVID-19）の感染拡大防止により以下の運転計画および措置の実施を発表。
    - 同年7月1日以降、当面の間のグランクラスの指定席の発売を見合わせることを発表[24]。
    - 車内販売は同年6月1日以降、当面の間の中止継続を発表。
    - 利用客の減少に伴い、同年5月28日以降の定期列車の一部を運休し、臨時ダイヤによる運行を実施[25]。「かがやき」は同日より当面の間、全列車運休となる。

  - 5月22日：JR東日本とJR西日本が、国の緊急事態宣言が解除されたことを理由に、同年5月28日以降に計画していた臨時ダイヤによる運行の実施を取りやめ、定期列車の運行を継続することを発表。これにより、「かがやき」の全列車運休は撤回となった[26]。ただし、グランクラスのサービス中止は当面の間継続[26]。
  - 7月1日：グランクラスの営業サービスを再開[27]。
- 2021年（令和3年）
  - 1月16日：JR東日本とJR西日本が、新型コロナウイルス感染症（COVID-19）の感染拡大防止のため、同日より当面の間、車内販売の中止、グランクラス指定席発売および「かがやき」のグランクラスの営業を中止することを発表[28]。
  - 3月13日：ダイヤ改正により上野駅 - 大宮駅間 （埼玉県内のみ） の最高速度を110 km/hから130 km/hに引き上げ、所要時間を短縮[29]。
  - 7月12日：車内販売、グランクラスサービスの営業を再開[30]。
  - 7月16日：グランクラスアテンダントの新型コロナウィルス感染の影響で、車内サービスありの列車のグランクラス指定席販売及び車内サービスを中止を発表（ワゴンサービスによる車内販売は継続）[31]。
  - 8月6日：グランクラスサービスの営業を再開[30]。
- 2022年（令和4年）
  - 3月12日：ダイヤ改正によりグリーン料金とグランクラス料金を改定[32][33]。
- 2024年（令和6年）
  - 3月16日：北陸新幹線の金沢駅 - 敦賀駅間開業に伴い、運転区間を東京駅 - 敦賀駅間に延長[13]。